# The Voice (Hoa Kỳ mùa 1)
The Voice (tên cũ: The Voice of America) là một cuộc thi âm nhạc tương tác truyền hình thực tế ra mắt lần đầu ngày 26 tháng 04, 2011 do hệ thống truyền hình NBC, Mỹ sản xuất dựa theo bản nhượng quyền từ chương trình truyền hình Hà Lan The Voice of Holland, sáng tạo và phát triển bởi John de Mol. Ngay sau khi vừa ra mắt, The Voice đã tạo được một làn sóng mới cho kênh NBC vào giữa tháng 5 và ngay lập tức NBC xác nhận tiếp tục sản xuất mùa thi thứ hai. Mùa thi tiếp sẽ mở màn cho giải bóng bầu dục Super Bowl XLVI (lần 46). The Voice đang trở thành một đối trọng lớn với American Idol và The X Factor.
Tại châu Á, mùa đầu tiên được phát sóng trên kênh AXN Asia từ ngày 21 tháng 8 năm 2011.

## Tổng quan
Là một phần của thương hiệu The Voice và là bản nhượng quyền đầu tiên trên thế giới, chương trình được sản xuất tương tự cuộc thi âm nhạc The Voice of Holland tại Hà Lan. Người chiến thắng sẽ giành được giải thưởng trị giá $100.000 cùng một hợp đồng thu âm với Universal Republic. Thành phần ban giám khảo gồm có Christina Aguilera, Cee Lo Green, Adam Levine - thủ lĩnh nhóm Maroon 5, và Blake Shelton. Các giám khảo có nhiệm vụ định hướng cách hát của những thành viên trong nhóm và đưa ra nhận xét sau mỗi đêm diễn để thí sinh lấy kinh nghiệm. Hỗ trợ các giám khảo là những nhà sản xuất và các ca sĩ đoạt giải thưởng Hàn lâm như Christina với Sia Furler, Monica hợp tác cùng Cee Lo, nhà sản xuất và chỉ đạo nghệ thuật cho Maroon 5 Adam Blackstone với Adam Levine, và Blake với Reba McEntire. Carson Daly cùng với Alison Haislip sẽ dẫn dắt chương trình và cung cấp thông tin truyền thông sau cánh gà và trên mạng.

## Thể lệ
Một mùa thi sẽ lần lượt diễn tiến qua ba giai đoạn: giai đoạn thử giọng vô hình, giai đoạn song ca đấu loại trực tiếp, và các vòng thi truyền hình trực tiếp.

### Vòng Giấu Mặt
Bốn giảm khảo/giảng viên đều là người nổi tiếng sẽ chọn ra các thành viên cho đội của họ với một tiêu chí cá nhân nào đó từ vòng thử giọng vô hình. Đúng như tên gọi, ở vòng này, các thí sinh đã vượt qua vòng sơ tuyển địa phương (do nhà sản xuất tổ chức và chọn lựa) đứng trên sân khấu và trình diễn. Các giám khảo trong lúc này cũng ngồi hướng về phía khán giả sao cho họ không thể thấy được thí sinh. Nếu giọng hát đó thỏa tiêu chí giám khảo tự đặt ra, giám khảo sẽ nhấn nút 'I WANT YOU' mời thí sinh gia nhập đội. Nếu chỉ có một giám khảo nhấn nút, thí sinh sẽ thuộc về đội của giám khảo đó. Trong trường hợp nhiều giám khảo cùng muốn sở hữu giọng ca đó, quyền quyết định chọn đội thuộc về thí sinh. Những thí sinh không được giám khảo chọn sẽ chuẩn bị tiếp một tiết mục khác và thuyết phục giám khảo sau như là một cơ hội thứ hai.

### Đấu loại trực tiếp
Thí sinh vượt qua vòng thử giọng vô hình được giám khảo ghép đôi song đấu. Cả hai sẽ được chỉ dẫn cách trình diễn. Sau màn trình diễn, giám khảo chọn một cho vòng kế và loại trực tiếp người còn lại. Những người vượt qua vòng này trở thành thí sinh vòng Tứ kết.

### Vòng thi truyền hình trực tiếp
Vòng Tứ kết
Mỗi tuần sẽ là một cuộc tranh tài của hai giám khảo. Các thí sinh hát đơn ca trên sân khấu. Tại vòng này, quyền bình chọn của khán giả bắt đầu có hiệu lực. Giám khảo được quyền giữ một và Khán giả được quyền giữ lại một thí sinh cho vòng Bán kết.
Vòng Bán kết và Chung kết
Tám thí sinh (bốn giám khảo còn lại 2 thí sinh trong nhóm hát) cùng trình diễn. Giám khảo sẽ cho điểm kín và nộp ngay khi đêm thi kết thúc. Một nửa sẽ bị loại và một nửa còn lại đi thẳng tới đêm Chung kết. Ngay sau đó, một người sẽ nhờ vào khán giả để trở thành Giọng ca của nước Mỹ (The Voice).

## Sơ tuyển
Các thí sinh tham gia sơ tuyển tại tám thành phố trên khắp nước Mỹ từ giữa tháng 01 cho đến giữa tháng 02, 2011:
Chicago, New York, Miami, Nashville, Minneapolis, Austin, Los Angeles, and Seattle. Ngoài ra, các thí sinh cũng được phép đăng đơn dự thi lên mạng, hạn chót là ngày 01/03/2011. Đối với màn thử giọng online, thí sinh được yêu cầu hát một trong mười bài do ban tổ chức quy định.
Các thí sinh của The Voice được tiết lộ qua sóng truyền hình gồm Javier Colon, Frenchie Davis, Nakia, Lukas Rossi, Cherie Oakley, và Dia Frampton.

## Sản xuất và phát triển
Từ giữa tháng 12/2010 trong lúc The Voice of Holland đang phát sóng được một nửa chặng đường, NBC tỏ ý muốn mang chương trình này sang Mỹ. Chương trình được đặt tên đầu là The Voice of America, nhưng sau được rút gọn thành The Voice. Cuối tháng 02/2011, NBC xác nhận thành phần ban giám khảo/giảng viên của chương trình. Cee Lo Green và Adam Levine (thủ lĩnh Maroon 5) là người đầu tiên ký kết hợp đồng. Đầu tháng 03, Christina Aguilera xuất hiện. Và Blake Shelton là thành viên chốt ghế ngồi cuối liền sau đó. Carson Daly được chọn dẫn chương trình. Cùng với Alison Haislip là người phụ tránh hậu đài.

## Marketing và quảng cáo
NBC thường xuyên quảng bá chương trình thông qua: The Celebrity Apprentice, The Biggest Loser, và 30 Rock.

## Mùa 1

### Tập 1: Thử giọng vô hình, Tuần 1
Phần đầu của vòng Thử giọng vô hình trình chiếu ngày 26 tháng 04, 2011.
| Chú giải | Giám khảo nhấn nút I WANT YOU" | Thí sinh bị loại do không nhận được lời mời "I WANT YOU" nào từ phía giám khảo | Thí sinh mặc định theo nhóm hát của giám khảo duy nhất | Thí sinh được quyền chọn lựa nhóm hát |

| STT | Thí sinh                                                           | Ca khúc                    | Lựa chọn của Giám khảo hoặc Thí sinh | Lựa chọn của Giám khảo hoặc Thí sinh | Lựa chọn của Giám khảo hoặc Thí sinh | Lựa chọn của Giám khảo hoặc Thí sinh |
| STT | Thí sinh                                                           | Ca khúc                    | Adam                                 | Cee Lo                               | Christina                            | Blake                                |
| --- | ------------------------------------------------------------------ | -------------------------- | ------------------------------------ | ------------------------------------ | ------------------------------------ | ------------------------------------ |
| 1   | Tarralyn Ramsey 31, đến từ Jacksonville, FL                        | "Breathe"                  | —                                    |                                      |                                      | —                                    |
| 2   | Patrick Thomas 20, đến từ Nashville, TN                            | "Live Like You Were Dying" |                                      |                                      | —                                    |                                      |
| 3   | Jared Blake 32, đến từ Star City, AR                               | "Good Girls Go Bad"        | —                                    | —                                    | —                                    | —                                    |
| 4   | Vicci Martinez 26, đến từ Tacoma, WA                               | "Rolling in the Deep"      | —                                    |                                      |                                      | —                                    |
| 5   | Sonia Rao 24, đến từ Freehold, NJ                                  | "If I Ain't Got You"       | —                                    | —                                    | —                                    | —                                    |
| 6   | Elenowen (Josh & Nicole Johnson) Age Unknown, đến từ Nashville, TN | "Falling Slowly"           | —                                    |                                      | —                                    |                                      |
| 7   | Frenchie Davis 31, đến từ Los Angeles, CA                          | "I Kissed a Girl"          | —                                    | —                                    |                                      | —                                    |
| 8   | Kelsey Rey 20, đến từ Sebastian, FL                                | "American Boy"             |                                      |                                      |                                      | —                                    |
| 9   | Jeff Jenkins 22, đến từ Jones Creek, TX                            | "Bless the Broken Road"    |                                      |                                      |                                      |                                      |
| 10  | Rebecca Loebe 27, đến từ Atlanta, GA                               | "Come As You Are"          |                                      | —                                    |                                      | —                                    |
| 11  | Joann Rizzo 56, đến từ Freehold, NJ                                | "I Say a Little Prayer"    | —                                    | —                                    | —                                    | —                                    |
| 12  | Xenia 16, đến từ Temecula, CA                                      | "Breakeven"                | —                                    |                                      | —                                    |                                      |
| 13  | Tje Austin 27, đến từ Austin, TX                                   | "Just the Way You Are"     |                                      |                                      | —                                    | —                                    |
| 14  | Javier Colon 33, đến từ Stratford, CT                              | "Time After Time"          |                                      |                                      |                                      |                                      |
| 15  | Beverly McClellan 41, đến từ Fort Lauderdale, FL                   | "Piece of My Heart"        |                                      | —                                    |                                      | —                                    |

### Tập 2: Thử giọng vô hình, Tuần 2
Phần hai cũng là phần cuối của Vòng Thử giọng vô hình phát sóng đêm 03/05/2011.
Do thời lượng có hạn, phần trình diễn của 5 thí sinh Niki Dawson, Sara Oromchi, Serabee, Casey Desmond và Justin Grennan được rút lại khá ngắn và không chiếu rõ quyết định chọn hay không chọn của giám khảo, chỉ có kết quả cuối được thông báo là họ đã vượt qua. Những trường hợp này được biểu thị bằng cụm từ "KHÔNG RÕ" trong bảng dưới. Kết quả đầy đủ màn trình diễn của Casey Desmond được phát trong tập 6.
| STT | Thí sinh                                                   | Ca khúc                   | Lựa chọn của Giám khảo hoặc Thí sinh | Lựa chọn của Giám khảo hoặc Thí sinh | Lựa chọn của Giám khảo hoặc Thí sinh | Lựa chọn của Giám khảo hoặc Thí sinh |
| STT | Thí sinh                                                   | Ca khúc                   | Adam                                 | Cee Lo                               | Christina                            | Blake                                |
| --- | ---------------------------------------------------------- | ------------------------- | ------------------------------------ | ------------------------------------ | ------------------------------------ | ------------------------------------ |
| 1   | Cherie Oakley 29, đến từ Nashville, TN                     | "Gunpowder & Lead"        | —                                    | —                                    |                                      | —                                    |
| 2   | Devon Barley 19, đến từ Mattapoisett, MA                   | "I'm Yours"               |                                      |                                      | —                                    | —                                    |
| 3   | Joshua Hand 29, đến từ West Palm Beach, Florida            | "Paparazzi"               | —                                    | —                                    | —                                    | —                                    |
| 4   | Raquel Castro 16, đến từ Long Island, NY                   | "Bleeding Love"           | —                                    | —                                    |                                      | —                                    |
| 5   | Emily Valentine 23, đến từ Hollywood, CA                   | "Sober"                   | —                                    |                                      | —                                    |                                      |
| 6   | Niki Dawson 19, đến từ Jacksonville, Florida               | "Teenage Dream"           | KHÔNG RÕ                             |                                      | KHÔNG RÕ                             | KHÔNG RÕ                             |
| 7   | Sara Oromchi 18, đến từ San Jose, California               | "Imagine"                 | KHÔNG RÕ                             | KHÔNG RÕ                             | KHÔNG RÕ                             |                                      |
| 8   | Tim Mahoney 39, đến từ Minneapolis, MN                     | "Bring It On Home to Me"  |                                      | —                                    | —                                    | —                                    |
| 9   | Julia Eason 18, đến từ Palos Verdes, CA                    | "Mercy"                   | —                                    |                                      |                                      | —                                    |
| 10  | Angela Wolff 25, đến từ Metter, GA                         | "The House That Built Me" | —                                    | —                                    | —                                    | —                                    |
| 11  | Tyler Robinson 20, đến từ Folsom, CA                       | "Hey, Soul Sister"        | —                                    | —                                    | —                                    |                                      |
| 12  | Nakia 36, đến từ Austin, TX                                | "Forget You"              | —                                    |                                      | —                                    |                                      |
| 13  | Serabee 34, đến từ Mississippi                             | "Son of a Preacher Man"   | KHÔNG RÕ                             | KHÔNG RÕ                             | KHÔNG RÕ                             |                                      |
| 14  | Casey Desmond 25, đến từ Boston, MA                        | "Born This Way"           |                                      | —                                    | —                                    | —                                    |
| 15  | Justin Grennan From Enumclaw, WA                           | "Drops of Jupiter"        | KHÔNG RÕ                             | KHÔNG RÕ                             |                                      | KHÔNG RÕ                             |
| 16  | Dia Frampton (from Meg & Dia) 23, đến từ St. George, UT    | "Bubbly"                  | —                                    |                                      | —                                    |                                      |
| 17  | Curtis Grimes 25, đến từ Gilmer, TX                        | "Hillbilly Bone"          | —                                    |                                      | —                                    | —                                    |
| 18  | Tori and Taylor Thompson 17 and 19, đến từ Santa Maria, CA | "Stuck Like Glue"         | —                                    |                                      | —                                    | —                                    |

#### Cơ hội hai
Ngay khi vừa kết thúc vòng thử giọng đơn thuần, chỉ Cee Lo chọn đủ tám thành viên cho Đội mình, trong khi Christina Aguilera và Blake Shelton có bảy người và Adam Levine có sáu. Các thí sinh bị loại có được cơ hội thứ hai. Phần trình diễn này được gọi là Vòng Cơ hội hai với thứ tự trình diễn như sau (với ĐỦ nghĩa là giám khảo đã hoàn thiện đội hình nhóm hát với tám thành viên):
| STT | Thí sinh                              | Ca khúc                  | Lựa chọn của Giám khảo hoặc Thí sinh | Lựa chọn của Giám khảo hoặc Thí sinh | Lựa chọn của Giám khảo hoặc Thí sinh | Lựa chọn của Giám khảo hoặc Thí sinh |
| STT | Thí sinh                              | Ca khúc                  | Adam                                 | Cee Lo                               | Christina                            | Blake                                |
| --- | ------------------------------------- | ------------------------ | ------------------------------------ | ------------------------------------ | ------------------------------------ | ------------------------------------ |
| 1   | Lily Elise 20, đến từ San Anselmo, CA | "If I Ain't Got You"     | —                                    | ĐỦ                                   |                                      | —                                    |
| 2   | Sonia Rao 24, đến từ Freehold, NJ     | "Chasing Pavements"      | —                                    | ĐỦ                                   | ĐỦ                                   | —                                    |
| 3   | Jared Blake 32, đến từ Star City, AR  | "Not Ready to Make Nice" | —                                    | ĐỦ                                   | ĐỦ                                   |                                      |
| 4   | Casey Weston 18, đến từ Naples, FL    | "Stupid Boy"             |                                      | ĐỦ                                   | ĐỦ                                   | ĐỦ                                   |
| 5   | Angela Wolff 25, đến từ Metter, GA    | "Rolling in the Deep"    |                                      | ĐỦ                                   | ĐỦ                                   | ĐỦ                                   |

### Tập 3-6: Vòng Đấu loại trực tiếp (4 tuần)
Sau vòng Thử giọng vô hình, mỗi giám khảo đã chiêu một được tám thí sinh cho nhóm huấn luyện. Vòng Đấu loại trực tiếp bắt đầu từ 10/05 đến 31/05/2011. Giám khảo hay người chỉ đạo sẽ giảm dần số lượng thành viên trong đội. Mỗi giám khảo có đặc quyền nhờ sự trợ giúp của "người chỉ dẫn tin cậy", họ là bạn đồng nghiệp hoặc đối tác sản xuất của giám khảo. Mỗi tập phát sóng bao gồm bốn màn trình diễn song ca của hai thí sinh chung nhóm. Giám khảo chủ quản đưa ra quyết định loại một trong hai thí sinh; bốn người chiến thắng mỗi nhóm vào tiếp Vòng Truyền hình trực tiếp.
     – Người chiến thắng vòng đấu
| Tuần/STT | Chỉ đạo            | Thí sinh          | Thí sinh                 | Ca khúc                            |
| -------- | ------------------ | ----------------- | ------------------------ | ---------------------------------- |
| 1.1      | Christina Aguilera | Frenchie Davis    | Tarralyn Ramsey          | "Single Ladies (Put a Ring on It)" |
| 1.2      | Blake Shelton      | Patrick Thomas    | Tyler Robinson           | "Burning Love"                     |
| 1.3      | Adam Levine        | Casey Weston      | Tim Mahoney              | "Leather and Lace"                 |
| 1.4      | Cee Lo Green       | Niki Dawson       | Vicci Martinez           | "Fuckin' Perfect"                  |
| 2.1      | Cee Lo Green       | Nakia             | Tje Austin               | "Closer"                           |
| 2.2      | Blake Shelton      | Elenowen          | Jared Blake              | "Ain't No Mountain High Enough"    |
| 2.3      | Adam Levine        | Angela Wolff      | Javier Colon             | "Stand By Me"                      |
| 2.4      | Christina Aguilera | Beverly McClellan | Justin Grennan           | "Baba O'Riley"                     |
| 3.1      | Christina Aguilera | Raquel Castro     | Julia Eason              | "Only Girl (In The World)"         |
| 3.2      | Blake Shelton      | Dia Frampton      | Serabee                  | "You Can't Hurry Love"             |
| 3.3      | Adam Levine        | Rebecca Loebe     | Devon Barley             | "Creep"                            |
| 3.4      | Cee Lo Green       | Kelsey Rey        | Tori and Taylor Thompson | "Unwritten"                        |
| 4.1      | Adam Levine        | Jeff Jenkins      | Casey Desmond            | "Don't Let the Sun Go Down on Me"  |
| 4.2      | Blake Shelton      | Xenia             | Sara Oromchi             | "I'll Stand by You"                |
| 4.3      | Christina Aguilera | Cherie Oakley     | Lily Elise               | "Since U Been Gone"                |
| 4.4      | Cee Lo Green       | Emily Valentine   | Curtis Grimes            | "Need You Now"                     |

### Tập 7: Vòng Truyền hình trực tiếp, Tuần 1 - Tứ kết 1
Tốp 16 dược xác định, với 4 thành viên mỗi nhóm hát của giám khảo. 07/06/2011, Vòng đầu tiên phát sóng là sự đối đầu của Đội Christina Aguilera và Đội Blake Shelton.
Quyền bình chọn của khán giả được kích hoạt với tối đa 10 phiếu mỗi vòng mỗi hình thức cho một khán giả. Hình thức bình chọn được áp dụng bao gồm: tin nhắn, gọi tổng đài và qua mạng Internet. Khán giả tại trường quay cũng như khán giả xem trực tiếp tại nhà được phép dùng các tiện ích đa kết nối (phone-in, ứng dụng smartphone, web, và kho lưu trữ iTunes) để gửi bình luận. Hệ thống tổng đài sẽ tiếp nhận, chọn lọc đăng tải lên màn hình đang phát sóng. Sau mỗi live show, hai thành viên mỗi nhóm hát bị loại. Hệ thống tiếp nhận bình chọn ngay sau khi chương trình kết thúc vào tối Thứ ba và giữ nguyên đến 10 giờ sáng (bờ Đông) Thứ hai tuần kế (ngày 13/06 với tuần đầu).
Phần tranh tài
| Trình tự diễn | Chỉ đạo            | Thí sinh          | Ca khúc                | Kết quả            |
| ------------- | ------------------ | ----------------- | ---------------------- | ------------------ |
| 1             | Christina Aguilera | Raquel Castro     | "Blow"                 | Bị loại            |
| 2             | Blake Shelton      | Jared Blake       | "Use Somebody"         | Bị loại            |
| 3             | Christina Aguilera | Beverly McClellan | "I'm the Only One"     | Khán giả bình chọn |
| 4             | Blake Shelton      | Dia Frampton      | "Heartless"            | Khán giả bình chọn |
| 5             | Blake Shelton      | Xenia             | "Price Tag"            | Blake lựa chọn     |
| 6             | Christina Aguilera | Lily Elise        | "Big Girls Don't Cry"  | Bị loại            |
| 7             | Blake Shelton      | Patrick Thomas    | "I Hope You Dance"     | Bị loại            |
| 8             | Christina Aguilera | Frenchie Davis    | "When Love Takes Over" | Christina lựa chọn |

Phần khuấy động
| Trình tự diễn | Thể hiện                                                                                   | Ca khúc                                                                   |
| ------------- | ------------------------------------------------------------------------------------------ | ------------------------------------------------------------------------- |
| 1             | Các giám khảo của The Voice Christina Aguilera, Cee Lo Green, Adam Levine và Blake Shelton | Medley of "Bohemian Rhapsody", "We Will Rock You", "We Are the Champions" |
| 2             | Christina Aguilera và các thành viên trong đội                                             | "Lady Marmalade"                                                          |
| 3             | Blake Shelton và các thành viên trong độI                                                  | "This Love"                                                               |

### Tập 8: Vòng Truyền hình trực tiếp, Tuần 2 - Tứ kết 2
Ngày 14/06/2011, Đội Adam Levine và Đội Cee Lo Green trình diễn.
Hệ thống bình chọn lập lại như tuần đầu, mở ngay sau khi kết thúc chương trình và đóng lại lúc 10 giờ sáng (bờ Đông) ngày 20/06.
Kết quả tuần 7
- Với đội của Christina Aguilera, thí sinh được khán giả bình chọn nhiều nhất là Beverly McClellan. Và Christina chọn Frenchie Davis, trao quyền cứu trợ. Theo đó, Lily Elise và Raquel Castro bị loại đồng thời.
- Với đội của Blake Shelton, thí sinh được khán giả bình chọn nhiều nhất là Dia Frampton. Và Blake chọn Xenia, trao quyền cứu trợ. Theo đó, Jared Blake và Patrick Thomas bị loại đồng thời.

Phần tranh tài
| Trình tự diễn | Chỉ đạo      | Thí sinh                 | Ca khúc                           | Kết quả            |
| ------------- | ------------ | ------------------------ | --------------------------------- | ------------------ |
| 1             | Cee Lo Green | Tori and Taylor Thompson | "Boogie Woogie Bugle Boy"         | Bị loại            |
| 2             | Adam Levine  | Casey Weston             | "Black Horse and the Cherry Tree" | Adam lựa chọn      |
| 3             | Cee Lo Green | Vicci Martinez           | "Jolene"                          | Khán giả bình chọn |
| 4             | Adam Levine  | Devon Barley             | "Stop and Stare"                  | Bị loại            |
| 5             | Cee Lo Green | Nakia                    | "Sex on Fire"                     | Cee Lo lựa chọn    |
| 6             | Adam Levine  | Jeff Jenkins             | "Jesus, Take the Wheel"           | Bị loại            |
| 7             | Cee Lo Green | Curtis Grimes            | "Addicted to Love"                | Bị loại            |
| 8             | Adam Levine  | Javier Colon             | "Angel"                           | Khán giả bình chọn |

Phần khuấy động
| Trình tự diễn | Thể hiện                                | Ca khúc                              |
| ------------- | --------------------------------------- | ------------------------------------ |
| 1             | Cee Lo Green và các thí sinh trong nhóm | "Everyday People"                    |
| 2             | Adam Levine và các thí sinh trong nhóm  | "With a Little Help from My Friends" |

### Tập 9: Vòng Truyền hình trực tiếp, Tuần 3 - Bán kết
Kết quả tuần 8
- Với đội của Cee Lo Green, thí sinh được khán giả bình chọn nhiều nhất là Vicci Martinez. Và Cee Lo chọn Nakia, trao quyền cứu trợ. Theo đó, song ca Tori và Taylor Thompson cùng với Curtis Grimes bị loại đồng thời.
- Với đội của Adam Levine, thí sinh được khán giả bình chọn nhiều nhất là Javier Colon. Và Adam chọn Casey Weston, trao quyền cứu trợ. Theo đó, Devon Barley và Jeff Jenkins bị loại đồng thời.

Bán kết
Tốp 8 trình diễn bán kết ngày 21/06/2011.
Hệ thống bình chọn mở sau khi kết thúc chương trình, đóng lại lúc 10 giờ sáng (bờ Đông) ngày 22/06.
Phần tranh tài
| Trình tự diễn | Chỉ đạo            | Thí sinh          | Ca khúc                      | Kết quả       |
| ------------- | ------------------ | ----------------- | ---------------------------- | ------------- |
| 1             | Christina Aguilera | Frenchie Davis    | "Like a Prayer"              | Bị loại       |
| 2             | Cee Lo Green       | Nakia             | "Whataya Want From Me"       | Bị loại       |
| 3             | Blake Shelton      | Dia Frampton      | "Losing My Religion"         | Vào chung kết |
| 4             | Adam Levine        | Casey Weston      | "I Will Always Love You"     | Bị loại       |
| 5             | Christina Aguilera | Beverly McClellan | "The Thrill Is Gone"         | Vào chung kết |
| 6             | Adam Levine        | Javier Colon      | "Fix You"                    | Vào chung kết |
| 7             | Blake Shelton      | Xenia             | "The Man Who Can't Be Moved" | Bị loại       |
| 8             | Cee Lo Green       | Vicci Martinez    | "Dog Days Are Over"          | Vào chung kết |

Phần khuấy động
| Trình tự diễn | Thể hiện                             | Ca khúc             |
| ------------- | ------------------------------------ | ------------------- |
| 1             | Maroon 5 và Christina Aguilera       | "Moves Like Jagger" |
| 2             | Blake Shelton, Dia Frampton và Xenia | "Honey Bee"         |

### Tập 10: Vòng Truyền hình trực tiếp, Tuần 3 - Kết quả Bán kết
Kết quả đêm Bán kết được công bố ngày 22/06/2011d dựa trên số lượng bình chọn của Khán giả và của Giám khảo với tỉ lệ 1:1. Giám khảo được cho điểm tối đa 100 và kết quả bình chọn khán giả là 100, tổng cộng hai số điểm là 200. Giám khảo nộp bảng điểm ngay sau khi chương trình kết thúc. Cuối cùng, bốn thí sinh được chọn vào thẳng Vòng Chung kết gồm Vicci Martinez, Javier Colon, Dia Frampton và Beverley McClellan.
Kết quả Bán kết
| Nghệ sĩ           | Đội                | Điểm giám khảo | Điểm khán giả | Tổng điểm | Kết quả       |
| ----------------- | ------------------ | -------------- | ------------- | --------- | ------------- |
| Vicci Martinez    | Cee Lo Green       | 49             | 75            | 124       | Vào Chung kết |
| Nakia             | Cee Lo Green       | 51             | 25            | 76        | Bị loại       |
| Javier Colon      | Adam Levine        | 65             | 73            | 138       | Vào Chung kết |
| Casey Weston      | Adam Levine        | 35             | 27            | 62        | Bị loại       |
| Dia Frampton      | Blake Shelton      | 50             | 56            | 106       | Vào Chung kết |
| Xenia             | Blake Shelton      | 50             | 44            | 94        | Bị loại       |
| Beverly McClellan | Christina Aguilera | 50             | 57            | 107       | Vào Chung kết |
| Frenchie Davis    | Christina Aguilera | 50             | 43            | 93        | Bị loại       |

Phần khuấy động
| Trình tự diễn | Thể hiện     | Ca khúc                         |
| ------------- | ------------ | ------------------------------- |
| 1             | Tốp 8        | Liên khúc "Faith / Freedom! 90" |
| 2             | Cee Lo Green | "Bright Lights Bigger City"     |

### Tập 11: Vòng Truyền hình trực tiếp, Tuần 4 - Chung kết
Vòng chung kết với sự có mặt của Tốp 4 Vicci Martinez, Javier Colon, Dia Frampton và Beverley McClellan diễn ra ngày 28/06/2011. Trong đêm này, họ sẽ trình diễn một bài hát gốc và một bài song ca với giảng viên để giành ngôi vị Giọng ca đầu tiên của nước Mỹ. Hệ thống bình chọn mở sau khi kết thúc chương trình và đóng lại ngày hôm sau 29/06 lúc 10 giờ sáng (bờ Đông).
Competition performances
| Trình tự diễn | Chỉ đạo            | Thí sinh                                  | Kiểu hát    | Ca khúc                 | Kết quả      |
| ------------- | ------------------ | ----------------------------------------- | ----------- | ----------------------- | ------------ |
| 1             | Adam Levine        | Javier Colon                              | Bài hát mới | "Stitch by Stitch"      | 'Chiến thắng |
| 2             | Blake Shelton      | Dia Frampton (và Blake Shelton)           | Song ca     | "I Won't Back Down"     |              |
| 3             | Cee Lo Green       | Vicci Martinez                            | Bài hát mới | "Afraid to Sleep"       | Hạng ba      |
| 4             | Christina Aguilera | Beverly McClellan (và Christina Aguilera) | Song ca     | "Beautiful"             |              |
| 5             | Blake Shelton      | Dia Frampton                              | Bài hát mới | "Inventing Shadows"     | Về nhì       |
| 6             | Adam Levine        | Javier Colon (và Adam Levine)             | Song ca     | "Man in the Mirror"     |              |
| 7             | Christina Aguilera | Beverly McClellan                         | Bài hát mới | "Lovesick"              | Hạng ba      |
| 8             | Cee Lo Green       | Vicci Martinez (và Cee Lo Green)          | Song ca     | "Love is a Battlefield" |              |

Phần khuấy động
| Trình tự diễn | Thể hiện                                                                                   | Ca khúc                 |
| ------------- | ------------------------------------------------------------------------------------------ | ----------------------- |
| 1             | Các giám khảo của The Voice Christina Aguilera, Cee Lo Green, Adam Levine và Blake Shelton | "Under Pressure"        |
| 2             | Pitbull và Ne-Yo                                                                           | "Give Me Everything"    |
| 3             | Brad Paisley và Blake Shelton                                                              | "Don't Drink the Water" |

### Tập 12: Vòng Truyền hình trực tiếp, Tuần 4 - Kết quả cuối
Ngày chiến thắng sẽ được xướng tên đem 29/06/2011 dựa vào kết quả bình chọn của khán giả. Sau phần trình diễn của khách mời và xem lại băng ghi hình, Daly công bố hai thí sinh có thứ hạng cao nhất chỉ chênh lệch 2% lượng bình chọn. Tốp 2 được công bố: Dia Frampton và Javier Colon. Và rồi Javier Colon được xướng tên chiến thắng mùa thi đầu tiên của The Voice.
Phần khuấy động
| Trình tự diễn | Thể hiện                                       | Ca khúc                      |
| ------------- | ---------------------------------------------- | ---------------------------- |
| 1             | Vicci Martinez và Patrick Monahan (Train)      | "Drops of Jupiter (Tell Me)" |
| 2             | Javier Colon và Stevie Nicks                   | "Landslide"                  |
| 3             | Beverly McClellan và Ryan Tedder (OneRepublic) | "Good Life"                  |
| 4             | Dia Frampton và Miranda Lambert                | "The House That Built Me"    |

## Sự đón nhận và tần suất truyền hình
Tập đầu tiên lên sóng đã tạo được một bất ngờ tương đối với danh hiệu chương trình được xem nhiều nhất trong đêm, thu hút được lượng khán giả nhiều hơn những cuộc thi ăn khách trên truyền hình đương thời như Dancing with the Stars trên kênh ABC (chỉ trong độ tuổi từ 18 đến 49; DwtS có tổng lượng khán giả nhiều hơn) và Glee trên Fox. Mùa thi khởi đầu với 11,775 triệu lượt xem trong khung 9:00-11:00. Đạt đỉnh điểm lúc 10:45 với 13,398 triệu người (xem tại trường quay và tại nhà theo dạng chuẩn SD).
Ca sĩ Mallika của Rolling Stone phát biểu sau đêm mở màn: "Đây có thể là ý niệm hay nhất được nhập từ Hà Lan sau hoa tulip và Eddie Van Halen?" Dù có khởi đầu tốt đẹp nhưng The Voice lại xếp vị trí 58 trong bình chọn của Metacritic với nhận định đa chiều.
| #  | Tựa                          | Ngày phát đầu       | Mã sản xuất | Khán giả Mỹ (triệu người) |
| -- | ---------------------------- | ------------------- | ----------- | ------------------------- |
| 1  | "Thử giọng vô hình, Phần 1"  | 26 tháng 4 năm 2011 | 101         | 11.78                     |
| 2  | "Thử giọng vô hình, Phần 2"  | 3 tháng 5 năm 2011  | 102         | 12.58                     |
| 3  | "Đấu loại, Phần 1"           | 10 tháng 5 năm 2011 | 103         | 10.45                     |
| 4  | "Đấu loại, Phần 2"           | 17 tháng 5 năm 2011 | 104         | 10.01                     |
| 5  | "Đấu loại, Phần 3"           | 24 tháng 5 năm 2011 | 105         | 8.48                      |
| 6  | "Đấu loại, Phần4"            | 31 tháng 5 năm 2011 | 106         | 14.41                     |
| 7  | "Tốp 16 trình diễn (Phần 1)" | 7 tháng 6 năm 2011  | 107         | 12.31                     |
| 8  | "Tốp 16 trình diễn (Phần 2)" | 14 tháng 6 năm 2011 | 108         | 12.33                     |
| 9  | "Tốp 8 trình diễn"           | 21 tháng 6 năm 2011 | 109         | 12.05                     |
| 10 | "Công bố kết quả Tốp 8"      | 22 tháng 6 năm 2011 | 110         | 10.01                     |
| 11 | "Tốp 4 trình diễn"           | 28 tháng 6 năm 2011 | TBA         | TBA                       |
| 12 | "Chung kết / Lễ đăng quang"  | 29 tháng 6 năm 2011 | TBA         | TBA                       |

## Các thí sinh
– Chiến thắng
     – Về nhì
     – Về ba
     – Về tư
     – Thí sinh Vòng Bán kết
     – Thí sinh Vòng Tứ kết
     – Thí sinh Vòng Đấu loại trực tiếp
| Team               | Acts             | Acts           | Acts          | Acts            | Acts          | Acts                     | Acts           | Acts              |
| ------------------ | ---------------- | -------------- | ------------- | --------------- | ------------- | ------------------------ | -------------- | ----------------- |
| Christina Aguilera | Tarralyn Rasmsey | Justin Grennan | Julia Eason   | Cherie Oakley   | Raquel Castro | Lily Elise               | Frenchie Davis | Beverly McClellan |
| Cee Lo Green       | Niki Dawson      | Tje Austin     | Kelsey Rey    | Emily Valentine | Curtis Grimes | Tori and Taylor Thompson | Nakia          | Vicci Martinez    |
| Adam Levine        | Tim Mahoney      | Angela Wolff   | Rebecca Loebe | Casey Desmond   | Devon Barley  | Jeff Jenkins             | Casey Weston   | Javier Colon      |
| Blake Shelton      | Tyler Robinson   | Elenowen       | Serabee       | Sara Oromchi    | Jared Blake   | Patrick Thomas           | Xenia          | Dia Frampton      |